# Adrián Caetano
Pour les articles homonymes, voir Caetano.
Israel Adrián Caetano  est un réalisateur, scénariste, monteur et producteur de cinéma uruguayen et argentin né en 1969 à Montevideo (Uruguay).

## Filmographie

### comme réalisateur
- 1995 : Cuesta abajo
- 1998 : La Expresión del deseo
- 1998 : Pizza, birra, faso
- 1999 : Peces chicos
- 1999 : No necesitamos de nadie
- 2001 : La Cautiva (TV)
- 2001 : Bolivia
- 2001 : Historias de Argentina en vivo
- 2002 : L'Ours rouge (Un Oso rojo)
- 2002 : Tumberos (feuilleton TV)
- 2003 : Disputas (feuilleton TV)
- 2004 : 18-j
- 2005 : Después del mar
- 2006 : Buenos Aires 1977 (Crónica de una fuga)
- 2009 : Francia
- 2013 : Mala
- 2017 : El otro hermano

### comme scénariste
- 1995 : Cuesta abajo
- 1998 : La Expresión del deseo
- 1998 : Pizza, birra, faso
- 1999 : No necesitamos de nadie
- 2001 : La Cautiva (TV)
- 2001 : Bolivia
- 2002 : L'Ours rouge (Un Oso rojo)
- 2002 : Tumberos (feuilleton TV)
- 2016 : El Marginal (série télévisée)

### comme Monteur
- 1998 : La Expresión del deseo
- 1999 : No necesitamos de nadie
- 2004 : 18-j

### comme Producteur
- 1999 : No necesitamos de nadie
- 2001 : Bolivia

## Récompense
Il gagne le Regard d'or du Festival international de films de Fribourg en 1998 avec son film Pizza, bière et cigarettes.